# Cañón de 18 libras
El Cañón de 18 libras era una pieza de artillería naval de calibre intermedio montado en los barcos de guerra durante el periodo conocido como la Era de la navegación a vela. Los cañones de 18 libras fueron usados como artillería principal en las clásicas Fragatas de principios del siglo XIX, artillería de segunda batería en los navíos de línea de tercera clase e incluso en la cubierta superior de los grandes navíos de tres puentes de primera clase.

## Historia y uso
Como el calibre de 18 libras era compatible con los sistemas de calibre francés e inglés, fue usado por gran cantidad de barcos europeos entre los siglos XVII y XIX y considerado un cañón de grueso calibre en los primeros navíos de línea del siglo XVII. Desde finales del siglo XIX, la marina francesa usó el cañón de 18 libras de tres modos diferentes; como artillería principal en fragatas, como batería de la cubierta superior en navíos de dos puentes y finalmente la artillería de la cubierta superior en los tres puentes.
Las fragatas francesas comenzaron a transportar cañones de 18 libras bajo el reinado de Luis XV de Francia, cuando las dos fragatas de la clase Pourvoyeuse, diseñadas en un principio para transportar cañones de 24 libras fueron equipadas con los de a 18 al igual que las fragatas que normalmente se equipaban con cañones de 12 libras.
Desde 1779, con el rey Luis XVI de Francia, los cañones de 18 libras se convirtieron gradualmente en la artillería estándar para las fragatas. Estas fragatas se construyeron siguiendo los patrones diseñados por Jacques-Noël Sané y llevaron primero 26 cañones y más tarde 28 complementados con artillería más ligera en el castillo de proa. Alrededor de 130 de estas fragatas fueron construidas.
Al final del Primer Imperio francés, las fragatas con cañones de 24 libras sustituyeron a las de 18 y las fragatas construidas tras la Restauración borbónica en Francia usaron un sistema diferente de artillería incluyendo piezas de 30 libras.
Por su parte, en los navíos de línea de dos puentes, los cañones de 18 se montaron en la cubierta superior como artillería secundaria para complementar a las piezas grandes de 36 libras de la cubierta inferior. Un dos puentes de 74 cañones solía llevar 30 cañones de 18 libras. Esta ligera artillería secundaria añadía potencia de fuego al barco sin elevar demasiado su centro de gravedad.
A menudo, cuando las condiciones de la mar no eran buenas, los navíos no podía usar sus baterías principales de la cubierta inferior pues el agua entraba por las portas razón por la cual, la batería secundaria se convertía en la principal. Por ejemplo, el barco francés  Vengeur du Peuple, en la Batalla del glorioso primero de junio, se hundió al usar sus piezas artilleras de la cubierta inferior sin las portas, arrancadas en una colisión con otro barco.
Los navíos de tres puentes usaban grandes piezas de 36 libras en su cubierta inferior y de 24 en la secundaria. Hasta 1803, la cubierta superior era artillada con piezas de 12 libras, pues un cañón más grande podría desestabilizar el barco, después de esta fecha, Sané introdujo mejoras en el diseño que permitieron la instalación de cañones de 18 libras en la cubierta superior. Posteriormente, esta modificación permitió hacer lo mismo a los grandes navíos de 120 cañones que podían llevar 34 cañones de 18 libras en su cubierta superior.
La Royal Navy usó el cañón de 18 libras en fragatas en las que llevaba 28 piezas. Los navíos de línea de cuarta clase llevaban 26. En los navíos de segunda clase (90 a 98 cañones) los británicos, a diferencia de los franceses, usaron los de 18 libras en la cubierta intermedia llevando 30 piezas y en los de 98 cañones llevaban un total de 60 piezas de 18 distribuidas entre la cubierta intermedia y superior. Finalmente, los de primera clase llevaban 34 cañones de 18 en su cubierta superior y de 24 en la intermedia.
Los cañones de 18 libras también eran usados para defensa costera y como artillería pesada de asedio.

## Operativa

1.Bola de cañón y taco de estopa
2.Cartucho de pólvora
3.Oído.

Un cañón de 18 libras requería una dotación de entre 9 y 12 hombres:
El chico de la pólvora, del inglés powder-boy y también llamado powder-monkey (literalmente mono de la pólvora), era el encargado de traer de la santabárbara las cargas de pólvora que se fueran necesitando. Las cargas eran sacos hechos de tela o pergamino, rellenos con 6 libras (2,70 kg) de pólvora.
Para cargar la pieza, el primer artillero de la izquierda introducía una carga de pólvora en el cañón y a continuación el primer artillero de la derecha la empujaba hasta el fondo usando un atacador. Luego, el primer artillero de la izquierda introducía la bola y un taco de tela o estopa que impedía que la bola se saliera a causa del balanceo del barco u otra razón. Otra vez, el primer artillero de la derecha empujaba todo con el atacador.
Una vez cargado, toda la dotación tiraba de los aparejos para arrimar el cañón al portalón. Entonces, el jefe artillero con un punzón y  a través del oído del cañón (un fino agujero que llega a la recámara) pinchaba el cartucho de pólvora y rellenaba el hueco con la pólvora que llevaba en un cuerno. A continuación, con la ayuda del tercer y cuarto artillero de cada lado, apuntaba el cañón hacia el objetivo y cuando el jefe artillero lo tenía en posición, el último artillero de la izquierda arrimaba una mecha (botafuego) al oído o tiraba del acollador de la llave de cañón, que detonaba la pólvora del cartucho y provocaba la salida de la bala.
Una vez disparado, de nuevo toda la dotación tiraba de los aparejos para retirar el cañón y el primer artillero de la derecha introducía una esponja mojada hasta el fondo del cañón para limpiar y, sobre todo, para apagar cualquier posible rescoldo que hubiera podido quedar en el interior, ya que eso podría provocar la explosión del siguiente cartucho de pólvora que se introdujera.